# (117506) Wildberg
(117506) Wildberg ist ein Asteroid des Hauptgürtels, der am 5. Februar 2005 von Rolf Apitzsch am Observatorium Wildberg entdeckt wurde.
Der Asteroid ist nach der Stadt Wildberg im nördlichen Schwarzwald benannt, wo sich seit 2000 die Sternwarte befindet, an welcher der Asteroid entdeckt wurde.